# Citharexylum caudatum
Citharexylum caudatum är en verbenaväxtart som beskrevs av Carl von Linné. Citharexylum caudatum ingår i släktet Citharexylum och familjen verbenaväxter. Inga underarter finns listade i Catalogue of Life.